# Муцинозни тумор
Муцинозни тумор или неоплазма (која се назива и колоидна неоплазма) је абнормални и прекомерни раст ткива (неоплазија) са продукцијом муцина (течности која понекад подсећа на колоид штитне жлезде). Настаје из епителних ћелија које облажу одређене унутрашње органе и кожу и производе муцин (главну компоненту слузи). Малигна муцинозна неоплазма се назива муцинозни карцином (нпр. код муцинозних тумора јајника, приближно 75% је бенигних, 10% граничних и 15% малигних).